# Otó I de Brandenburg
Otó I (vers 1126/1128 – 7 de març de 1184) fou marcgravi de Brandenburg de 1170 a la seva mort. Era el fill gran d'Albert I de Brandenburg (1100-1170) i de Sofia de Winzenburg (1100-1160).
Va fundar la branca de marcgravis de Brandenburg que va subsistir fins al 1317 quan es va extingir. Des del 1144 Otó va governar junt amb el seu pare però no va agafar el títol de marcgravi fins a la mort d'Albert I si bé ja el 1144 és esmentat com a marcgravi en un document reial al costat d'Albert (tot i que aquest mateix no va adoptar formalment el títol fins al 1157). Vers 1148, Otó es va casar per primer cop amb la germana del duc Boleslau IV de Polònia de la dinastia Piast (i del següent duc Miecislau III de Polònia); l'acord pel matrimoni es va fer durant l'anomenada croada wèndica en una reunió el 6 de gener de 1148 en la que l'arquebisbe Freederic de Wettin va participar junt a Otó i als dos ducs polonesos; el matrimoni podria haver estat concertat en connexió amb els esforços de la casa d'Ascània en favor de la dinastia Piast mentre el rei Conrad III d'Alemanya havia estat donant suport a Ladislau II l'Exiliat com a únic governant legítim de Polònia. Els germans d'Otó igual que aquest van donar suport a la política paterna, especialment el segon fill Herman. Albert I va morir amb 70 anys i Otó li va sobreviure 14 anys. En aquell temps el marcgraviat estava format per la part oriental del Havelland i el Zauche, i l'expansió durara 150 anys; Otó això no obstant, en el seu govern en solitari, no va fer gairebé expedicions militars i es va dedicar més a repoblacions dels territoris dominats. El 1180 va fundar l'abadia Lehnin a Zauche, que fou el primer monestir del marcgraviat (en el qual seria enterrat a la seva mort); va ser per l'orde dels cistercencs i va esdevenir el monestir de la casa reial i la necròpolis de la casa d'Ascània (i més tard de la casa de Hohenzollern); els primers monjos van arribar el 1183, procedents de l'abadia de Sittichenbach; l'església i el claustre es va construir vers 1190. El monestir es va desenvolupar com una pròspera abadia amb una gran tasca d'evangelització dels eslaus (el monestir fou secularitzat el 1542 quan dominava 39 pobles i la ciutat de Werder).

## Matrimnoni i fills
Es va casar el 1148 amb Judit Piast († 1174), filla de Boleslau III de Polònia Boca Torta, duc de Polònia, amb la que va tenir a:
- Otó II de Brandenburg (1149-1205);
- Enric de Brandenburg (1150-1192)

Otó es va casar en segones noces el 1176 amb Ada d'Holanda, filla de Florenci III d'Holanda, de la que va tenir a:
- Albert II de Brandenburg, successor d'Otó II.